# St-Martin-de-Vertou (Laigné)

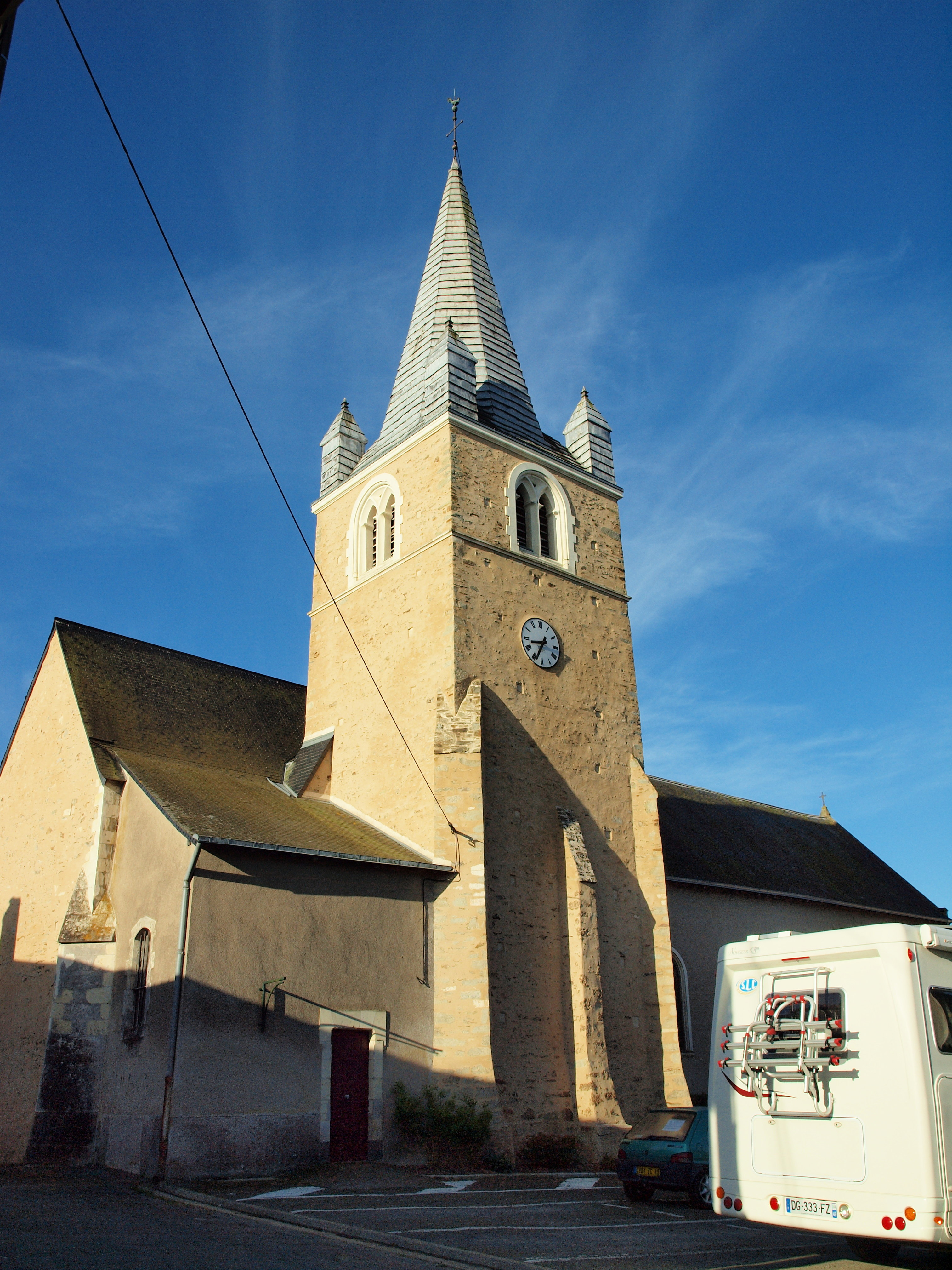
Die Pfarrkirche Martin-von-Vertou-Kirche in Laigné

Die römisch-katholische Pfarrkirche St-Martin-de-Vertou (deutsch: St. Martin-von-Vertou) ist ein Kirchengebäude in Laigné, einem Ortsteil der Gemeinde Prée-d’Anjou im französischen Département Mayenne.
Es befindet sich in der Rue d’Anjou.

## Geschichte und Gestaltung
Die ursprüngliche Kirche wurde im 11. Jahrhundert erbaut. Das heutige Gebäude ist das Ergebnis zahlreicher Umgestaltungen und Restaurierungen des 15. und 16. Jahrhunderts. Während der Französischen Revolution niedergebrannt, wurde es von 1804 bis 1820 von den Dorfbewohnern restauriert.